# Johan Theorin
Johan Henrik Theorin, född 3 september 1963 i Högsbo församling i Göteborgs kommun, men uppvuxen i Nora kommun, är en svensk journalist, författare och översättare. Han har skrivit ett trettiotal noveller som har publicerats i dagstidningar och antologier.
2007 utkom hans debutroman Skumtimmen. Denna följdes av Nattfåk 2008, Blodläge 2010 och Rörgast 2013, vilka tillsammans behandlar Öland under de fyra årstiderna. Efter flera års uppehåll kom Theorin med en femte och sjätte del i serien, Benvittring och Ristmärken. Romanerna kallas för Ölandssviten (tidigare Ölandskvartetten) av förlaget och utspelar sig främst på norra delen av ön.
År 2018 publicerades hans barnbok Slaget om Salajak, första delen i kvartetten Krönikan om Jarmaland. 2019 kom andra boken, Jakten på hwitrerna.
En filmatisering av Skumtimmen, i regi av Daniel Alfredson, hade premiär den 27 september 2013.
Theorin var sommarvärd i Sommar i P1 den 26 juni 2014.
Han har i samarbete med fotografen Niclas Wimmerberg och journalisten Sven Ekberg producerat två dokumentärfilmer: Över sund, över hav (2016) skildrar Ölands sjöfartshistoria från 1500-talet fram till Ölandsbrons invigning den 30 september 1972, medan Ur sund, ur hav (2018) är en berättelse om Ölands fiskehistoria och öns yrkesfiskare.

### Ölandssviten
- 2007 – Skumtimmen ISBN 978-91-46-21580-6
- 2008 – Nattfåk ISBN 978-91-46-21834-0
- 2010 – Blodläge ISBN 978-91-46-22058-9
- 2013 – Rörgast ISBN 978-91-46-22156-2
- 2021 – Benvittring ISBN 978-91-46-23283-4
- 2023 – Ristmärken ISBN 978-91-46-24071-6

### Krönikan om Jarmaland
- 2018 – Slaget om Salajak ISBN 978-91-63-89916-4
- 2019 – Jakten på hwitrerna ISBN 978-91-63-89942-3

### Övrig utgivning
- 2011 – Sankta Psyko ISBN 978-91-46-22122-7
- 2012 – På stort alvar : 15 öländska berättelser ISBN 978-91-46-22155-5
- 2016 – Knackningar ISBN 978-91-75-89150-7

### Översättningar
- Joyce Carol Oates: Nattsidan (Night-side) (Novellix, 2013)

## Priser och utmärkelser
- 2007 – Svenska Deckarakademins pris för bästa debut för Skumtimmen
- 2008 – Catahyapriset för novellen "Endast jag är vaken"
- 2008 – Svenska Deckarakademins pris för bästa svenska kriminalroman för Nattfåk
- 2008 – Årets författare (SKTF)
- 2008 – Glasnyckeln för bästa skandinaviska kriminalroman för Nattfåk
- 2008 – BMF-plaketten för Nattfåk
- 2008 – Partille Bokhandels författarstipendium
- 2009 – Dagger-priset för bästa debutdeckare, Skumtimmen i engelsk översättning, Echoes from the Dead
- 2010 – Pocketpriset  för Nattfåk
- 2010 – Dagger-priset för bästa utländska deckare, Nattfåk i engelsk översättning, The Darkest Room
- 2016 – Finska deckarsällskapets pris till årets utländska författare, för Ölandskvartetten